# Golden Horseshoe

Červeně Zlatá podkova v užším významu, zeleně oblasti, které k ní bývají také počítány

Golden Horseshoe (Zlatá podkova) je region v jižní části kanadské provincie Ontario, součást koridoru Québec-Windsor. Celá spádová oblast, nazývaná Greater Golden Horseshoe, má rozlohu okolo 32 000 km² a žije v ní 9,3 milionu obyvatel (rok 2016). Region je pojmenován podle svého tvaru podkovy, lemující západní pobřeží Ontarijského jezera. Jeden konec podkovy se nachází u města Peterborough, druhý tvoří hranice s USA na řece Niagaře. Termín jako první použil v roce 1954 šéf společnosti Westinghouse Herbert H. Rogge, ujal se v běžné řeči a od roku 2004 začal být používán i v oficiálních materiálech kanadské vlády.
V oblasti Golden Horseshoe se nacházejí velká průmyslová města Toronto, Mississauga, Brampton, Oshawa, Hamilton, St. Catharines a Kitchener. Je hospodářským a společenským centrem anglofonní části Kanady: zaujímá pouze 0,3 % celkové rozlohy země, ale žije v ní více než čtvrtina všech Kanaďanů, počet obyvatel nadále roste díky bohaté nabídce pracovních míst. Vedle tradičního strojírenského a automobilového průmyslu se rozvíjejí digitální technologie, díky příznivému podnebí se zde také pěstuje ovoce a vinná réva. V sousedství urbanizovaných částí se nachází pás chráněných přírodních území zvaný Greenbelt, k němuž patří zalesněná vyvýšenina ledovcového původu Oak Ridges Moraine nebo bažinatá oblast Cootes Paradise, kde hnízdí množství vzácných ptáků. Nejvýznamnějšími turistickými atrakcemi jsou Niagarské vodopády a zábavní park Canada's Wonderland u města Vaughan. K dopravě slouží síť dálnic i Pearsonovo mezinárodní letiště Toronto.